# Alexander Gauland
Eberhardt Alexander Gauland, född 20 februari 1941 i Chemnitz i Sachsen i Tyskland, är en tysk jurist, journalist och politiker. Gauland är en av de ledande politikerna i partiet Alternativ för Tyskland (AfD).

## Biografi
Gauland föddes 1941 in Chemnitz, en stad som kom att ingå i Östtyskland 1949 och döptes om till Karl-Marx-Stadt. Efter sin examen 1959 flydde han till Västtyskland. Han studerade statsvetenskap, historia och juridik vid Philipps-Universität i Marburg, där han också tog sin juris doktor-examen 1970.
Gauland arbetade 1972–1977 vid västtyska regeringens press- och informationskontor och 1977–1986 var han kontorschef hos överborgmästaren i Frankfurt am Main. Han anställdes 1986 vid Bundesministerium für Umwelt, Naturschutz, Bau und Reaktorsicherheit (Förbundsministeriet för miljö, naturskydd, byggande och reaktorsäkerhet) och var 1986–1991 statssekreterare och chef för statskansliet i förbundslandet Hessen. Åren 1991–2006 var han redaktör för tidningen Märkische Allgemeine i Potsdam.
Innan han deltog i grundandet av AfD var Gauland medlem av Christlich Demokratische Union Deutschlands (CDU). År 2012 deltog han i Berliner Kreis (”Berlinska kretsen”), en lös sammanslutning av CDU-politiker på förbunds- och förbundslandsnivå som ville göra CDU konservativt igen eftersom de menade att partiet under Angela Merkels ledarskap hade rört sig bort från dessa ideal.
År 2013 var Gauland en av medgrundarna av partiet Alternative für Deutschland (AfD). Han är ordförande i AfD:s distrikt i förbundslandet Brandenburg. AfD kom in i Brandenburgs lantdag vid valet 2014 och Gauland är sedan oktober 2014 en av AfD:s ledamöter av lantdagen.
Gauland menar att AfD, som han betecknar som ”de små människornas parti”, erbjuder en politisk hemvist för en ”länge förlorad nationalliberal livskänsla som varken är höger eller vänster utan djupt mänsklig, konservativ inte i politisk mening utan i livsåskådning”. I motsats till de ”nationalekonomiskt inriktade marknadsliberalerna” är partiet en rörelse av ”protestväljare” med ”nationalkonservativ” och ”nationalliberal” inriktning. Vad gäller AfD:s relation till PEGIDA-demonstrationerna har Gauland sagt att AfD inte allierar sig med högerextremister, men att han inte ser några högerextremister vid PEGIDA:s demonstrationer. ”Jag ser medborgare som demonstrerar på grund av oro över utvecklingen i Tyskland, som är rädda.” Gauland menar att AfD står på dessa medborgares sida, men inte på högerextremisters.
Vid AfD:s partistämma i april 2017 valdes Gauland tillsammans med Alice Weidel till sitt partis toppkandidater i 2017 års val till Förbundsdagen.